# La familia Benetón
La familia Benetón es una película española de comedia dirigida por Joaquín Mazón y escrita por Curro Velázquez y Benjamín Herranz. Está protagonizada por Leo Harlem, El Langui, Ali Día, Diego Montejo, Gala Bichir, Melin Chen y Kamsiyochi Ngene. Se estrenó en cines españoles para el 22 de marzo de 2024, de la mano de Beta Fiction Spain.

## Trama
Toni (Leo Harlem) es un cascarrabias cincuentañero, soltero y sin hijos, que huye de los niños a toda costa. Su vida da un giro inesperado cuando su hermana fallece y de la noche a la mañana se convierte en tutor temporal de sus cinco hijos adoptados, cada uno de un país y procedencia diferente. Toni tendrá que enfrentarse a las diferencias culturales y a los retos de paternidad en el mundo moderno, y de paso descubrirá que la verdadera familia es la que uno elige.

## Reparto
- Leo Harlem como Toni
- El Langui como Lolo
- Goizalde Núñez como Hermana de Toni
- Pepe Viyuela como Emiliano
- Iñaki Miramón como Gonzalo - vecino
- Llum Barrera como Pilina - vecina
- Ali Día como Hassan
- Diego Montejo como Walter
- Gala Bichir Ximena
- Melin Chen como Ming
- Kamsiyochi Ngene como Kanene
- Secundarios: Juan y David López Guillén (gemelos); Alberto Roldán (como Pelayo Falcó), etc.

## Producción
En septiembre de 2022, se anunció que el rodaje de una nueva película de comedia, La familia Benetón, había comenzado su rodaje en Madrid bajo la dirección de Joaquín Mazón, con Leo Harlem, Ali Día, Diego Montejo, Gala Bichir, Melin Chen y Kamsiyochi Ngene como actores protagonistas. El rodaje duró seis semanas, y para octubre de 2023 ya se anunció que había concluido.

## Lanzamiento y marketing
El 23 de octubre de 2023, coincidiendo con el final del rodaje, las primeras imágenes de la película fueron lanzadas. En septiembre de 2022, durante una presentación de sus 12 producciones españolas para 2024 y 2025, la distribuidora Beta Fiction Spain programó el estreno de la cinta en cines españoles para el 22 de marzo de 2024.

## Recepción

### Taquilla
En su primera semana, La familia Benetón se estrenó en 320 cines, coincidiendo principalmente con los estrenos de Cazafantasmas: Imperio helado, Los niños de Winton y el estreno en cines de Luca, entre otras cintas.

### Crítica
La familia Benetón ha recibido críticas mixtas a negativas por parte de los críticos. Alberto Corona de ElDiario.es describió la cinta como "una comedia pretendidamente familiar, y se supone que sus chistes bienintencionados quieren divertir a los más pequeños de la casa" y la comparó negativamente con las películas familiares de Santiago Segura, sugiriendo que no hay tanta diferencia entre el personaje de Torrente y los personajes que Segura encarna en esas películas, para finalmente concluir que La familia Benetón "no está protagonizada por un personaje racista, sino que es racista en sí misma: la subjetividad del personaje de Harlem determina todo lo que ocurre". Pedro de Frutos de El Ónfalos le dio a la cinta un 3,4 de 10, describiendo la cinta como un "film oportunista que araña de alguna forma las propuestas familiares de Santiago Segura, pero con menos talento" y como "un mosaico de tópicos y de personajes poco novedosos". Juana Samanes de El Día de la Rioja le dio a la película dos estrellas de cinco; sin embargo, describió la cinta como una "comedia de buenos sentimientos" y como "una comedia previsible pero que resulta idónea para un público familiar porque todos los niños del reparto tienen su momento de gloria"-
Pablo de Santiago de decine21.com le dio a la cinta un 5 de 10, describiendo la cinta como una "amable comedia a la mayor gloria de Leo Harlem, aquí acompañado de una nutrida chavalería" y su guion como "simpático y lleno de nobles sentimientos [...], en donde se aplaude la lógicamente la diversidad y el cariño familiar", aunque criticó su humor como "bastante simplón, apoyado principalmente en los chistes y réplicas de Harlem [...] hace que que por momentos parezca que estamos ante uno de sus tronchantes sketches televisivos". Ekaitz Ortega de Hobby Consolas le dio a la película un 52 de 100, diciendo que la película "no tiene ninguna sorpresa" y que los actores veteranos como Harlem, El Langui o Pepe Viyuela "hacen papeles que les son habituales, los que el espectador espera", además de añadir que "en todo momento se siente que estamos ante un producto casi de cadena de montaje", aunque elogió las interpretaciones de los actores niños como "más refrescantes en sus interpretaciones y se les nota especialmente carismáticos al ahondar en los tópicos de las distintas culturas", concluyendo que la película es de esas que "no dejan grises ni aspiran a captar nuevos públicos, solo a seguir una ola que de momento parece estable en la cinematografía nacional". Furanu de Moviementarios describió la película como "una comedia familiar cuyo público objetivo son aquellas familias que acostumbran a dejarse el dinero en películas como las de Santiago Segura" y que está "repleta de chistes que atentan contra cualquier iniciativa de igualdad y diversidad, evidentemente sin mala intención pero con muchos gags que sin contexto serían cancelados en cualquier red social", además de añadir que "los derroteros son de manual" y que la sutileza "brilla por su ausencia", concluyendo que "pocas carcajadas es capaz de sonsacarte esta película si tienes unos pocos años".
Sin embargo, la película también recibió algunas críticas positivas. Eva Villalba de Cinemascomics le dio a la película tres estrellas de cinco, diciendo que la película "aporta momentos de entretenimiento y risas" y elogiando su reparto, aunque también la describió como "una comedia fácil de ver, porque sus chistes son muy básicos" y que usa "el tono [de] las películas de Padre no hay más que uno, pero con algo menos de éxito", para concluir que "no es el peliculón del año, pero no vas a salir del cine sin una sonrisa". Jesús Usero de AcciónCine le dio a la película tres estrellas de cinco, diciendo que "pese a ser pura fórmula, la película funciona" y que "no es que vaya a revolucionar el género, pero tampoco le hace falta", además de describir su humor como "sencillo y a veces infantil", su narrativa como "fluida" y sus personajes como "simpáticos", concluyendo que el público familiar "sin lugar a dudas va a disfrutar esta historia y saldrá de la sala con la sensación de haber pasado un buen rato". María Peinado Lafuente de 22 minutos con describió la película como "mucho más que una simple comedia; es una historia que celebra la diversidad, la integración y el poder del amor familiar" y como "una producción única, con un enfoque fresco y una visión clara de promover valores universales".